# Willi Schultheis
Pour les articles homonymes, voir Schultheis.
Willi Schultheis (né le 6 mars 1922 à Dahlwitz-Hoppegarten, mort le 24 juillet 1995 à Warendorf) est un cavalier de dressage allemand.

## Biographie
Ce fils du jockey Karl Schultheis souhaite exercer le même métier que son père. Mais son poids élevée l'en empêche. À 14 ans, il rencontre Otto Lörke qui participe aux Jeux olympiques d'été de 1936 à Berlin. Les quatre années suivantes, celui-ci lui enseigne le dressage. Il rejoint ensuite durant son service militaire l'école de Krampnitz dont Otto Lörke devient le directeur.
Après la fin de la Seconde Guerre mondiale, Schultheis et Lörke arrivent au haras Vornholz à Warendorf. Ils se séparent en 1954. Schultheis crée sa propre écurie à Düsseldorf, acquiert vite une réputation et de bons chevaux comme l'hanovrien Doublette, qui remporte 165 compétitions. À la demande d'Axel Springer, il part en 1955 pour Hambourg où il remporte huit fois le Deutsches Dressur-Derby. Il entraîne Rosemarie Springer qui devient cinq fois championne allemande de dressage.
En tant que cavalier professionnel, Willi Schultheis refuse de participer aux Jeux Olympiques mais accepte d'entraîner et de préparer les cavaliers et les chevaux de dressage allemands aux Jeux olympiques d'été de 1956 à Stockholm et de 1960 à Rome. En 1956, l'équipe allemande composée de son élève Hannelore Weygand et de Liselott Linsenhoff et Anneliese Küppers entraînées par Otto Lörke, remporte la médaille d'argent. Schulteis s'engage ensuite avec la sélection canadienne qui termine à la sixième place lors des Jeux olympiques d'été de 1968 à Mexico et de 1972 à Munich. Il redevient entraîneur national allemand de 1974 à 1979. L'équipe devient championne olympique en 1976, deux fois championne du monde et trois fois championne d'Europe. Des cavaliers allemands mais aussi du Royaume-Uni, de la France, des États-Unis et d'autres pays viennent s'entraîner à Warendorf.

## Source, notes et références
- (de) Cet article est partiellement ou en totalité issu de l’article de Wikipédia en allemand intitulé « Willi Schultheis » (voir la liste des auteurs).